# Nicolò Casale
Nicolò Casale (Negrar, 14 febbraio 1998) è un calciatore italiano, difensore del Bologna.

## Caratteristiche tecniche
È un difensore centrale forte fisicamente e di piede destro. Grazie alla sua stazza e alla sua forza fisica risulta essere decisivo sulle palle alte, oltre a essere abile nel recupero del pallone.

## Carriera

### Club

#### Verona e anni in prestito
Inizia a giocare nel settore giovanile dell'A.C. Settimo di Pescantina per passare in seguito a quello del Verona, dove completa la sua formazione. Nel 2017 viene ceduto in prestito al Perugia, dove debutta fra i professionisti il 16 settembre 2017 nel match di Serie B vinto 3-0 contro il Parma; nei mesi seguenti viene utilizzato in una sola occasione, in Coppa Italia, e a gennaio il trasferimento viene interrotto con il giocatore che passa in Serie C al Prato, con cui scende in campo con regolarità. Il 6 luglio 2018 passa in prestito al Südtirol, dove gioca una stagione da protagonista, collezionando 34 presenze, quasi tutte dal primo minuto. Il 18 luglio dell'anno seguente fa ritorno in Serie B, questa volta fra le file del Venezia in prestito con diritto di riscatto; dopo alcuni mesi di adattamento, trova continuità nella formazione titolare, giocando complessivamente 20 incontri di campionato.
Rientrato al Verona che esercita il contro-riscatto sul giocatore, effettua la preparazione estiva con il club gialloblù, ricevendo anche una convocazione in Serie A in vista del match contro la Roma; il 3 ottobre seguente viene ceduto nuovamente in prestito, questa volta all'Empoli. Realizza la sua prima rete il 20 marzo 2021, decidendo la sfida casalinga contro la Virtus Entella.
Terminato il prestito fa ritorno all'Hellas, con cui il 21 agosto 2021, a 23 anni, esordisce in Serie A nella sconfitta per 3-2 contro il Sassuolo. Gioca titolare in questa stagione e ottiene 36 presenze in campionato.

#### Lazio
L'8 luglio 2022 la Lazio annuncia il suo acquisto a titolo definitivo. Debutta proprio contro la sua ex squadra, l'11 settembre 2022, venendo schierato titolare nella partita valida per la sesta giornata di Serie A. Il successivo 27 ottobre esordisce nelle coppe europee, subentrando a Mario Gila al 82' della partita di Europa League vinta per 2-1 contro il Midtjylland. Il 29 gennaio 2023 Casale trova la sua prima rete in Serie A e primo gol con la maglia della Lazio nella gara casalinga pareggiata 1-1 contro la Fiorentina.
Nella stagione successiva, Il 25 ottobre 2023, in occasione di una sconfitta esterna per 3-1 sul campo del Feyenoord fa il suo esordio anche in Champions League. Al contrario dell'anno prima il suo spazio diminuisce.

#### Bologna
Il 30 agosto 2024 viene ceduto in prestito con obbligo di riscatto condizionato al Bologna. Nel corso della stagione trova poco spazio all'inizio a causa della concorrenza con Sam Beukema e Jhon Lucumí. Ciononostante il 20 maggio 2025 scatta l'obbligo e viene riscattato dai felsinei. Pochi giorni prima aveva vinto la Coppa Italia in finale contro il Milan (1-0), gara in cui Casale è subentrato al 69'.

### Nazionale
Il 3 settembre 2020, Casale debutta con la nazionale Under-21, guidata da Paolo Nicolato, giocando titolare nell'amichevole vinta per 2-1 contro la Slovenia.
Il 1º settembre 2023, viene convocato per la prima volta in nazionale maggiore, guidata da Luciano Spalletti (al suo esordio come commissario tecnico), in vista delle sfide di qualificazione agli Europei del 2024 contro Macedonia del Nord e Ucraina, senza però scendere in campo.

## Statistiche

### Presenze e reti nei club
Statistiche aggiornate al 25 maggio 2025.
| Stagione        | Squadra         | Campionato      | Campionato | Campionato | Coppe nazionali | Coppe nazionali | Coppe nazionali | Coppe continentali | Coppe continentali | Coppe continentali | Altre coppe | Altre coppe | Altre coppe | Totale | Totale | Totale |
| Stagione        | Squadra         | Comp            | Pres       | Reti       | Comp            | Pres            | Reti            | Comp               | Pres               | Reti               | Comp        | Pres        | Reti        | Pres   | Reti   |        |
| --------------- | --------------- | --------------- | ---------- | ---------- | --------------- | --------------- | --------------- | ------------------ | ------------------ | ------------------ | ----------- | ----------- | ----------- | ------ | ------ | ------ |
| 2017-gen. 2018  | Perugia         | B               | 1          | 0          | CI              | 1               | 0               | -                  | -                  | -                  | -           | -           | -           | 2      | 0      |        |
| gen.-giu. 2018  | Prato           | C               | 15         | 0          | CI+CI-C         | 0               | 0               | -                  | -                  | -                  | -           | -           | -           | 15     | 0      |        |
| 2018-2019       | Südtirol        | C               | 34         | 0          | CI+CI-C         | 4+1             | 0               | -                  | -                  | -                  | -           | -           | -           | 39     | 0      |        |
| 2019-2020       | Venezia         | B               | 20         | 0          | CI              | 0               | 0               | -                  | -                  | -                  | -           | -           | -           | 20     | 0      |        |
| 2020-2021       | Empoli          | B               | 24         | 1          | CI              | 2               | 0               | -                  | -                  | -                  | -           | -           | -           | 26     | 1      |        |
| 2021-2022       | Verona          | A               | 36         | 0          | CI              | 1               | 0               | -                  | -                  | -                  | -           | -           | -           | 37     | 0      |        |
| 2022-2023       | Lazio           | A               | 29         | 1          | CI              | 2               | 0               | UEL+UECL           | 2+4                | 0                  | -           | -           | -           | 37     | 1      |        |
| 2023-2024       | Lazio           | A               | 20         | 0          | CI              | 2               | 0               | UCL                | 2                  | 0                  | SI          | 0           | 0           | 24     | 0      |        |
| lug.-ago. 2024  | Lazio           | A               | 2          | 0          | CI              | 0               | 0               | UEL                | 0                  | 0                  | -           | -           | -           | 2      | 0      |        |
| Totale Lazio    | Totale Lazio    | Totale Lazio    | 51         | 1          |                 | 4               | 0               |                    | 8                  | 0                  |             | -           | -           | 63     | 1      |        |
| ago. 2024-2025  | Bologna         | A               | 15         | 0          | CI              | 3               | 0               | UCL                | 4                  | 0                  | -           | -           | -           | 22     | 0      |        |
| 2025-2026       | Bologna         | A               | -          | -          | CI              | -               | -               | UEL                | -                  | -                  | SI          | -           | -           | -      | -      |        |
| Totale Bologna  | Totale Bologna  | Totale Bologna  | 15         | 0          |                 | 3               | 0               |                    | 4                  | 0                  |             | -           | -           | 22     | 0      |        |
| Totale carriera | Totale carriera | Totale carriera | 197        | 2          |                 | 16              | 0               |                    | 12                 | 0                  |             | 0           | 0           | 225    | 2      |        |

### Cronologia presenze e reti in nazionale

#### Under-21
| Cronologia completa delle presenze e delle reti in nazionale ― Italia under 21 | Cronologia completa delle presenze e delle reti in nazionale ― Italia under 21 | Cronologia completa delle presenze e delle reti in nazionale ― Italia under 21 | Cronologia completa delle presenze e delle reti in nazionale ― Italia under 21 | Cronologia completa delle presenze e delle reti in nazionale ― Italia under 21 | Cronologia completa delle presenze e delle reti in nazionale ― Italia under 21 | Cronologia completa delle presenze e delle reti in nazionale ― Italia under 21 | Cronologia completa delle presenze e delle reti in nazionale ― Italia under 21 |
| Data                                                                           | Città                                                                          | In casa                                                                        | Risultato                                                                      | Ospiti                                                                         | Competizione                                                                   | Reti                                                                           | Note                                                                           |
| ------------------------------------------------------------------------------ | ------------------------------------------------------------------------------ | ------------------------------------------------------------------------------ | ------------------------------------------------------------------------------ | ------------------------------------------------------------------------------ | ------------------------------------------------------------------------------ | ------------------------------------------------------------------------------ | ------------------------------------------------------------------------------ |
| 3-9-2020                                                                       | Lignano Sabbiadoro                                                             | Italia under 21                                                                | 2 – 1                                                                          | Slovenia under 21                                                              | Amichevole                                                                     | -                                                                              | 82’                                                                            |
| 8-9-2020                                                                       | Kalmar                                                                         | Svezia under 21                                                                | 3 – 0                                                                          | Italia under 21                                                                | Qual. Europeo Under-21 2021                                                    | -                                                                              | 68’                                                                            |
| Totale                                                                         |                                                                                | Presenze                                                                       | 2                                                                              |                                                                                | Reti                                                                           | 0                                                                              |                                                                                |

## Palmarès

### Club

#### Competizioni nazionali
- Campionato italiano di Serie B: 1

Empoli: 2020-2021
- Coppa Italia: 1

Bologna: 2024-2025